# 鷲別川
鷲別川（わしべつがわ）は、北海道胆振総合振興局管内を流れ太平洋に注ぐ二級河川。鷲別川水系の本流である。

## 地理
北海道胆振総合振興局室蘭市香川町と登別市鉱山町との境界にある一等三角点の鷲別岳（室蘭岳）で源を発し、鷲別水源地から鷲別川砂防堰堤を経て鷲別漁港隣の河口で太平洋に注ぐ。
流域には室蘭工業大学を筆頭に専門学校・高等学校・聾学校など各教育機関が点在している。

## 地名由来
二つの説があり、一説によるとハシ・ペッ（Hash-pet 紫・川）で、他の説ではチワシ・ペッ（chiu-ash-pet 波・立つ・川）と説く。

## 利水および治水
この河川の下流域は感潮河川のため、河口から新鷲別橋までの感潮区間は海面と同程度の水準で潮汐の影響を受けやすくなるため排水口には逆流防止のフラップゲート（開閉蓋）が開口部に据え付けされている。
室蘭市と登別市との市界を兼ねた中上流域は急勾配のため落差工が連なり、上流域の室蘭市水元地区には砂防堰堤が造成されている。
河口から約5km上流にある日本製鋼所室蘭製作所鷲別水源池は製鋼プラント用の工業用水として利水される。

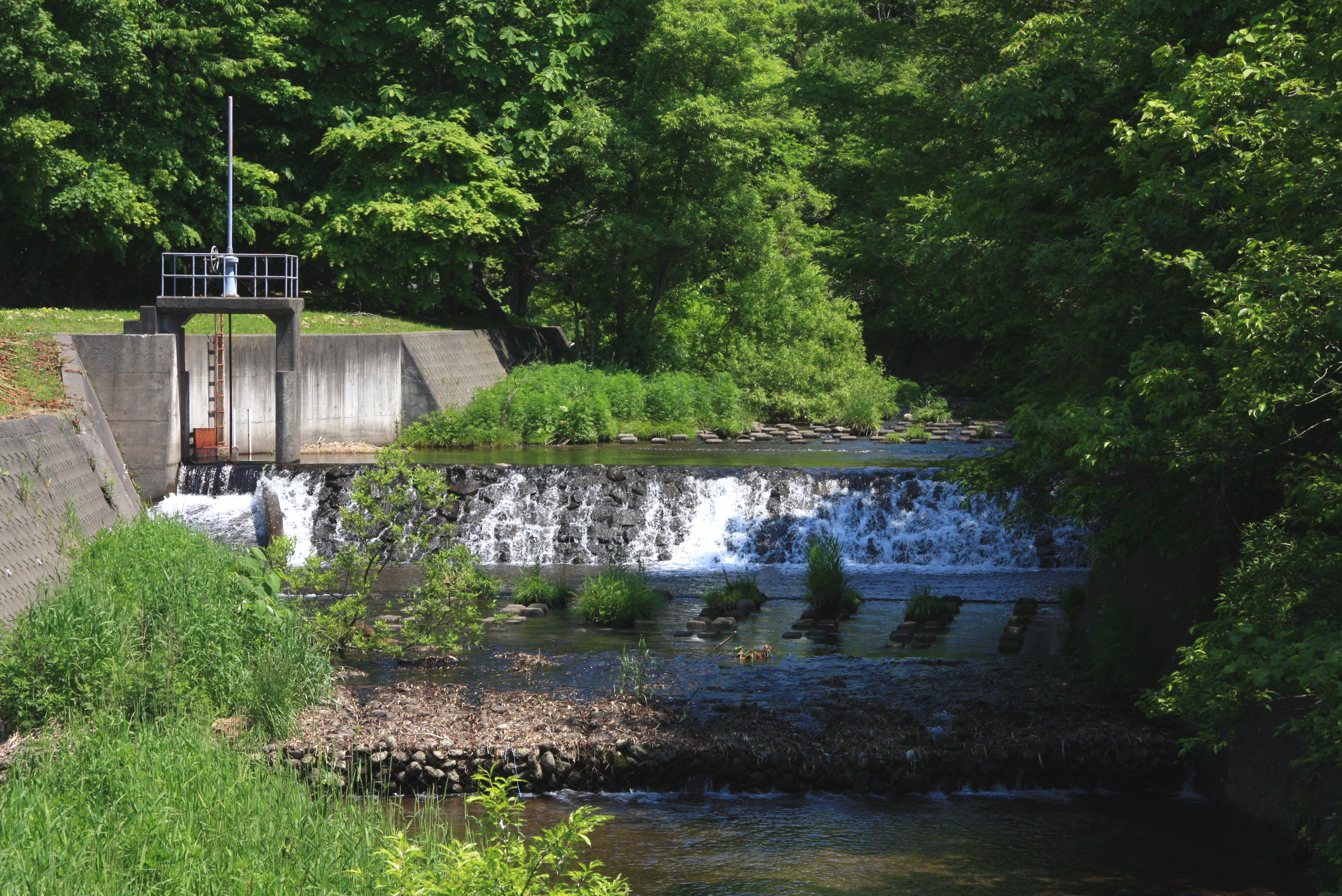
鷲別川砂防ダム（室蘭市水元地区）

## 流域の自治体
北海道
胆振総合振興局室蘭市,登別市

## 支流
括弧内は流域の自治体
- 奥水元沢川[3]（室蘭市）

（室蘭市）
- 奥鷲別川[3]（室蘭市）
- 水元沢川[3]（室蘭市）
- 上鷲別富岸川（登別市）
  - 上鷲別川（登別市）

## 主な橋梁
- ユートピア橋
- 鷲別川橋 - 道央自動車道
- 栄光橋
- 第三上鷲別橋
- 東橋
- 第二上鷲別橋
- 第五上鷲別橋
- 第四上鷲別橋
- 上鷲別橋 - 北海道道782号上登別室蘭線
- 鷲別川橋梁 - JR室蘭本線
- 新鷲別橋
- 市道鷲別橋
- 国道鷲別橋 - 国道36号